# 花织纹螺
花织纹螺（学名：Zeuxis castus），是新腹足目织纹螺科Zeuxis的一种。主要分布于越南、韩国、台湾，常栖息在潮间带的细沙底。